# Chuck Edwards
Charles Marion Edwards, detto Chuck (Waynesville, 13 settembre 1960), è un politico statunitense, membro della Camera dei Rappresentanti per lo stato della Carolina del Nord dal 2023.

## Biografia
Nato e cresciuto nella Carolina del Nord, già da adolescente Edwards cominciò a lavorare presso McDonald's e vi rimase per ventidue anni, dapprima come cameriere, poi come direttore di filiale, manager, consulente e coordinatore. Fondò poi una propria impresa e svolse la professione di consulente finanziario.
Politicamente attivo con il Partito Repubblicano, nel 2016 ottenne un seggio al Senato della Carolina del Nord in sostituzione di un collega dimissionario. Vi restò per i successivi sette anni, venendo eletto tre volte.
Nel 2022 si candidò alla Camera dei Rappresentanti, sfidando nelle primarie repubblicane il giovane deputato in carica da un solo mandato Madison Cawthorn, coinvolto in uno scandalo. Edwards riuscì a sconfiggere Cawthorn di misura, con un margine di 1338 voti: pur perdendo in tredici delle quindici contee del distretto congressuale, Edwards riuscì ad imporsi nella più popolosa, la contea di Buncombe, che gli permise di vincere. Nelle elezioni generali sconfisse poi l'avversaria democratica, divenendo deputato.